# Anio Valles
Anio Valles és una formació geològica de tipus vallis a la superfície de Mart, localitzada amb el sistema de coordenades planetocèntriques a 38.01 ° latitud N i 56.22 ° longitud E, que fa 54 km de diàmetre. El nom va ser aprovat per la UAI l'any 1988 i fa referència a una característica d'albedo.